# رباط سنغ
رباط سنغ (بالفارسية: رباط سنگ) هي منطقة سكنية تقع في إيران في Jolgeh Rokh District. يقدر عدد سكانها بـ 1,344 نسمة .